# マツバボタン
マツバボタン（松葉牡丹、学名Portulaca grandiflora）とはスベリヒユ科の植物の一種。ヒメマツバボタン（P. pilosa）の亜種（P. pilosa  subsp. grandiflora）とされることもある。学名のポルチュラーカはラテン語で門を意味するポルチュラに由来する。花が昼に開き、夜に閉じる様が門を彷彿とさせることからこの名がついたと解釈されている。日本ではホロビンソウ（不亡草）とも呼ばれ、年々種が零れて新たな花が生えだしてくるのでこう呼ばれている。
南アメリカ原産の一年草。アルゼンチン、ブラジル南部、ウルグアイに自然分布する。葉は多肉で、高温と乾燥に対して非常に強い。世話のほとんど不要なくらい丈夫である。種子は非常に細かく、こぼれ種でもよく繁殖する。開花期は6～9月頃。美しい花を観賞するためによく栽培される。花弁の色は白、黄、赤、ORANGE、ピンクなどで、八重咲きの品種も作出されている。
マツバギクと名前が似ているが、マツバギクは同目別科のツルナ科の植物である。

## ギャラリー

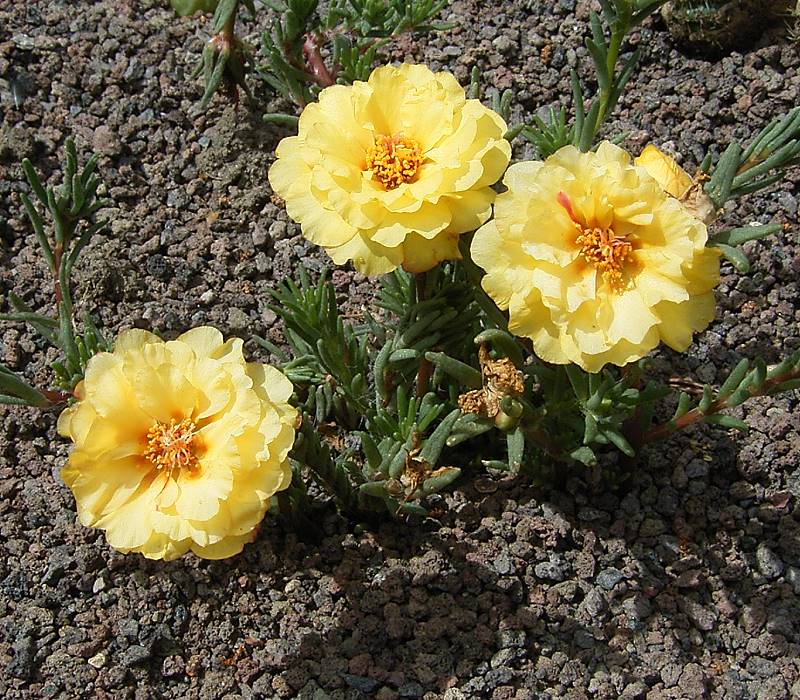
八重咲きのマツバボタン
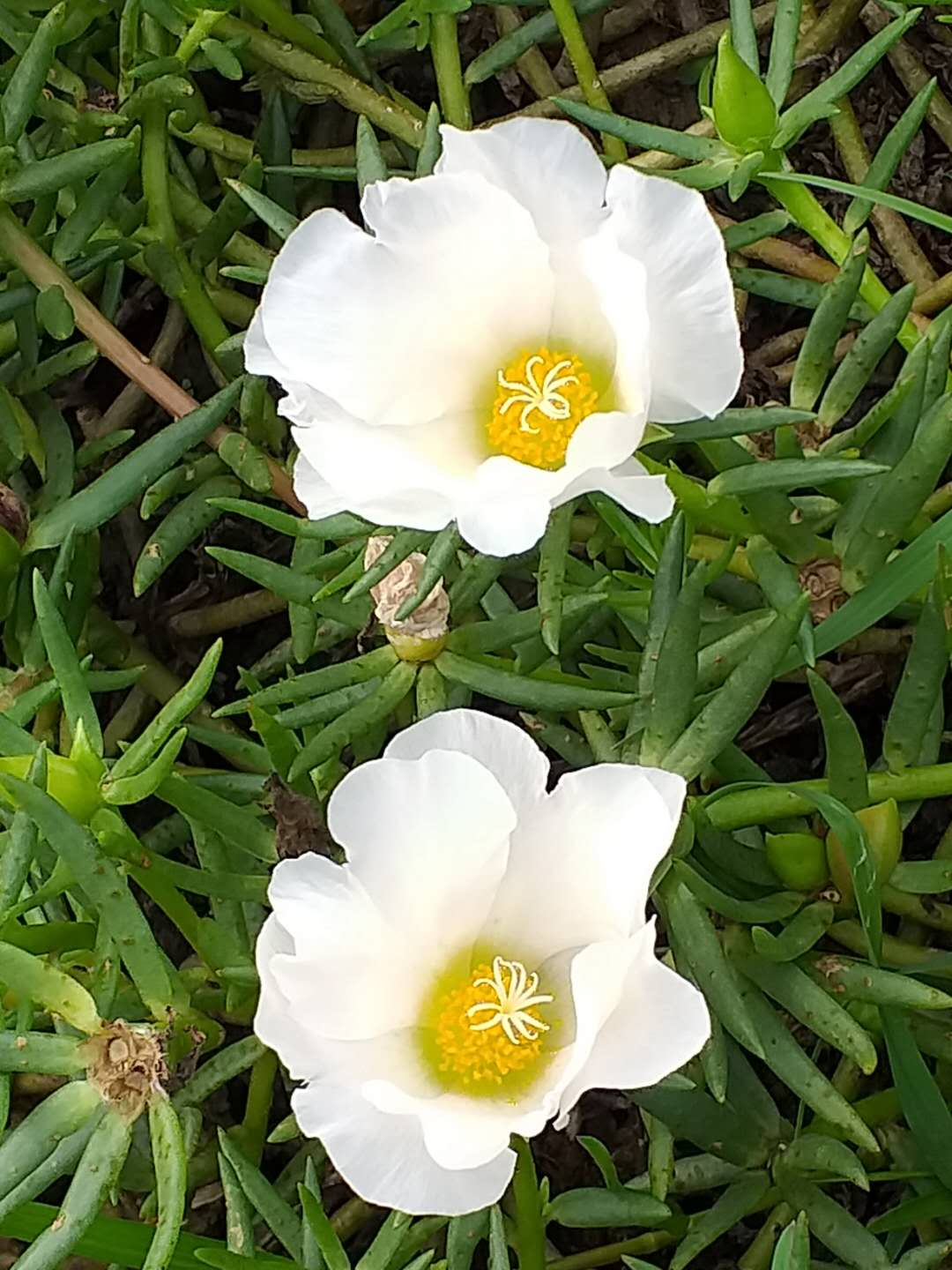
Portulaca grandiflora
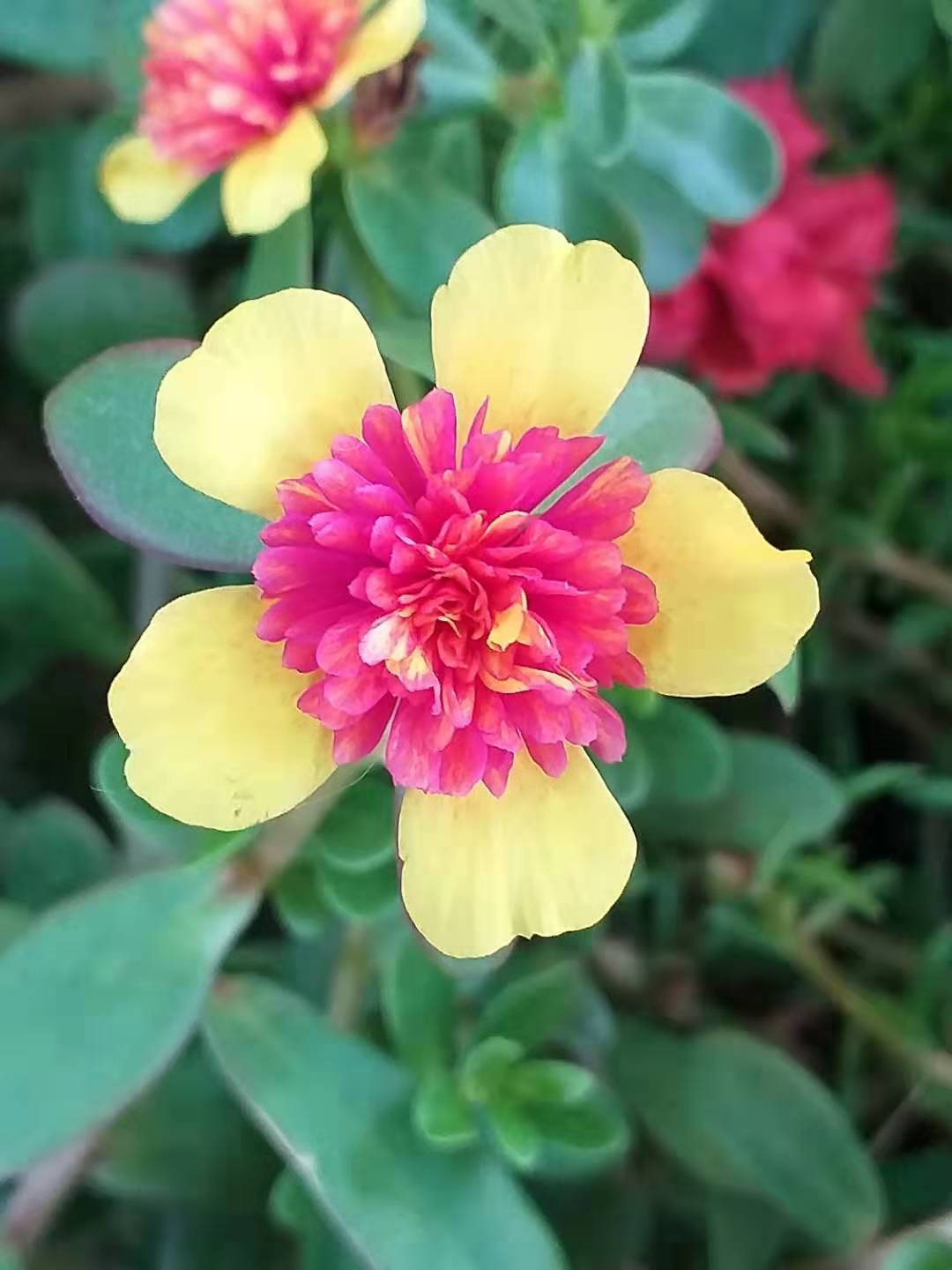
Portulaca grandiflora